# Jack Underwood
John Patrick „Jack“ Underwood (* 12. August 1894 in Hinckley, Minnesota, USA; † 31. Dezember 1936 in Duluth, Minnesota) war ein US-amerikanischer American-Football-Spieler. Er spielte für die Duluth Kelleys/Eskimos, die Buffalo Bisons, die Pottsville Maroons und die Chicago Cardinals in der National Football League (NFL).

## Spielerlaufbahn
Jack Underwood unterschrieb im Jahr 1923 einen Profivertrag bei den Duluth Kelleys, die von Joey Sternaman trainiert wurden. 1926 schlossen sich die späteren Mitglieder in der Pro Football Hall of Fame John McNally, Ernie Nevers und Walt Kiesling der Mannschaft aus Duluth an, die noch in diesem Jahr in Duluth Eskimos umbenannt wurde. Ein Titelgewinn gelang Underwood mit seiner Mannschaft nicht. Für die Saison 1927 schloss er sich zunächst den Pottsville Maroons an, um im Laufe der Saison zu den Buffalo Bisons zu wechseln. Im Jahr 1929 band sich Underwood an die Chicago Cardinals, die für diese Saison auch Ernie Nevers und seine ehemaligen Mitspieler bei den Eskimos Russ Method und Bill Stein unter Vertrag nehmen konnten. Ein Titelgewinn gelang Underwood aber auch mit seiner neuen Mannschaft aus Chicago nicht. Er beendete nach diesem Spieljahr seine Spielerkarriere.

## Quelle
- Chuck Frederick: Leatherheads of the North. The true Story of Ernie Nevers & the Duluth Eskimos. X-communication, Duluth MN 2007, ISBN 978-1-887317-32-0.

| Personendaten    | Personendaten                                |
| ---------------- | -------------------------------------------- |
| NAME             | Underwood, Jack                              |
| ALTERNATIVNAMEN  | Underwood, John Patrick (vollständiger Name) |
| KURZBESCHREIBUNG | US-amerikanischer American-Football-Spieler  |
| GEBURTSDATUM     | 12. August 1894                              |
| GEBURTSORT       | Hinckley, Minnesota                          |
| STERBEDATUM      | 31. Dezember 1936                            |
| STERBEORT        | Duluth, Minnesota                            |